# Serra Pedregosa (Albinyana)
La Serra Pedregosa és una serra situada entre els municipis d'Albinyana i del Vendrell a la comarca del Baix Penedès, amb una elevació màxima de 358 metres.